# Habitatge de J. Vilaseca Rivera a la carretera d'Agramunt, 28
L'Habitatge de J. Vilaseca Rivera a la carretera d'Agramunt, 28 és una obra noucentista de Cervera (Segarra) protegida com a Bé Cultural d'Interès Local.

## Descripció
Situat a la carretera L-303, dominada per la presència de magatzems de diferents especialitats. Edifici entre mitgeres amb dos nivells - planta baixa i un sol pis- amb tres obertures cadascun. Les de la planta baixa -porta d'accés a l'habitatge, porta de garatge o magatzem i finestral- estan cobertes per arcs escarsers o rebaixats, mentre que les obertures del primer pis són de llinda plana i estan unides per una sola balconada. La planta baixa presenta un aplacat de pedra damunt d'un sòcol, mentre el primer pis alterna l'arrebossat amb les pilastres encoixinades, una a cada extrem i dos a banda i banda de l'obertura central. Una ampla cornisa de doble motllura i amb un remat cental en forma de tester mixtilini de clara filiació barroca culmina la façana, rematada encara per una balustrada delimitada per pilarets decorats amb gerros, que no constaven al projecte inicial. En conjunt, l'estil és més propi del noucentisme que del modernisme.